# Hydraena janssensi
Hydraena janssensi är en skalbaggsart som beskrevs av Nilsson 2001. Hydraena janssensi ingår i släktet Hydraena och familjen vattenbrynsbaggar. Inga underarter finns listade i Catalogue of Life.